# Canariomys
A Canariomys az emlősök (Mammalia) osztályának a rágcsálók (Rodentia) rendjébe, ezen belül az egérfélék (Muridae) családjába tartozó kihalt nem.

## Tudnivalók
Ezek az állatok a Kanári-szigetekhez tartozó Gran Canaria és Tenerife szigetein éltek. A Canariomys-fajok elérték az 1 kilogrammos súlyt is. A Canariomys-fajok növényevő állatok voltak. Táplálékuk gyökerekből, páfrányokból és gyümölcsökből állt. A kemény, szívós füvek nem szerepeltek az étrendjükben.

## Rendszerezés
A nembe az alábbi 2 kihalt faj tartozott:
- †Canariomys bravoi Crusafont-Pairo & Petter, 1964 - típusfaj
- †Kanári-szigeteki egér (Canariomys tamarani) Lopez-Martinez & Lopez-Jurado, 1987

### Fordítás
Ez a szócikk részben vagy egészben  a   Canariomys című angol Wikipédia-szócikk ezen változatának fordításán alapul.  Az eredeti cikk szerkesztőit annak laptörténete sorolja fel. Ez a jelzés csupán a megfogalmazás eredetét és a szerzői jogokat jelzi, nem szolgál a cikkben szereplő információk forrásmegjelöléseként.